# Hrvatski rukometni kup za muškarce 2002./03.
Hrvatski rukometni kup za muškarce za sezonu 2002./03. je osvojio Zagreb.

## Rezultati

### Osmina završnice
| klub1                      | rez.         | klub2                       |
| -------------------------- | ------------ | --------------------------- |
| Zadar                      | 17:35, 25:30 | Zagreb                      |
| Moslavina Kutina           | 33:30, 28:30 | Medveščak Infosistem Zagreb |
| Varteks Di Caprio Varaždin | 27:18, 26:26 | Ekol Ivančica Ivanec        |
| Crikvenica                 | 21:23, 25:23 | Split                       |
| Osijek 2000                | 38:31, 26:25 | Đakovo                      |
| Zamet Rijeka               | 37:24, 29:22 | Buzet BUP                   |
| Umag                       | 37:25, 31:39 | Maksimir Princ Zagreb       |
| Bjelovar                   | 26:28, 24:28 | Metković                    |

### Četvrtzavršnica
Prvi susreti igrani 11. i 12 ožujka, a uzvrati 26. ožujka 2003.
| klub1                      | rez.         | klub2            |
| -------------------------- | ------------ | ---------------- |
| Crikvenica                 | 22:33, 26:28 | Zagreb           |
| Varteks Di Caprio Varaždin | 24:23, 22:27 | Umag             |
| Metković                   | 32:30, 28:35 | Osijek 2000      |
| Zamet Rijeka               | 29:22, 22:28 | Moslavina Kutina |

### Završni turnir
Igran 17. i 18. svibnja 2003. u [[]Umag]]u.
| klub1         | rez.          | klub2         |
| poluzavršnica | poluzavršnica | poluzavršnica |
| ------------- | ------------- | ------------- |
| Zamet Rijeka  | 27:45         | Zagreb        |
| Umag          | 31:24         | Osijek 2000   |
|               |               |               |
| za pobjednika |               |               |
| Zagreb        | 37:25         | Umag          |

## Poveznice
- 1. HRL 2002./03.
- 2. HRL 2002./03.
- 3. HRL 2002./03.
- 4. rang hrvatskog rukometnog prvenstva 2002./03.